# 卫都街道
卫都街道，是中华人民共和国河南省鹤壁市淇县下辖的一个乡镇级行政单位。

## 行政区划
卫都街道下辖以下地区：
泉头村、关庄村、杨庄村、袁庄村、小马庄村、黄庄村、小洼村、黑龙庄村、大洼村和红卫村。